# Zhou Yu (General)

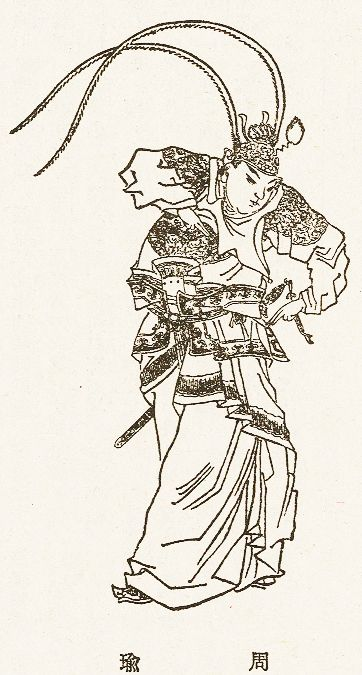
Illustration in einer Qing-Ausgabe der Geschichte der Drei Reiche.

Zhou Yu (chinesisch 周瑜 / 周瑜, Pinyin Zhōu Yú, W.-G. Chou Yü), Großjährigkeitsname Gōngjǐn (公瑾; * 175; † 210) war ein berühmter General und Stratege des Wu-Königreiches. Er diente seinem engen Freund, dem Kriegsherrn Sun Ce, während der Zeit der späten Han-Dynastie in der chinesischen Geschichte. Nach dem Tode Sun Ces führte Cao Cao, ein weiterer berühmter Kriegsherr, eine gewaltige Streitmacht gen Süden mit der Absicht, die Region Jiangdong zu erobern. Zhou Yu wurde von Sun Ces jüngerem Bruder und Nachfolger, Sun Quan, zum Marinekommandanten der verteidigenden Streitkräfte ernannt und besiegte mit dieser Cao Cao in der entscheidenden Schlacht von Chibi (dt.: roter Felsen) im Jahr 208. In der anschließenden Schlacht um die Region Jiangling, in der Generalleutnant Zhou Yu als Oberbefehlshaber von Sun Quans Streitkräften fungierte, festigte er das Überleben des künftigen, östlichen Wuregimes. Jahre später nach Zhou Yus Tod rühmte ihn Sun Quan als die Person, der er alleine den Kaiserthron zu verdanken habe.

## Frühes Leben und Karriere
Zhou Yu wurde in der Komturei Lujiang, in einer einflussreichen Familie mit vielen Mitgliedern, die in hochrangigen Positionen in der Regierung gedient hatten, geboren. Zhou Yus Großvater Zhou Jing und einer seiner Söhne übernahmen beide das Amt des Grosskommandantem am kaiserlichen Hof der Han. Zhou Yus Vater, Zhou Yi, war Leiter der Hauptstadt Luoyang. Als die Koalition gegen Dong Zhuo gebildet wurde, migrierte Zhou Yi seine Familie nach Lujiang. Dort studierten Sun Jians Sohn Sun Ce und Zhou Yu zusammen und wurden Freunde fürs Leben. Zhou Yus Onkel wurde später der Statthalter von Danyang unter dem Kriegsherrn Yuan Shu. Dort besuchte ihn Zhou Yu und blieb dort, während sein bester Freund, Sun Ce, die Unabhängigkeit der Region Jiangdong plante.
Im Auftrag von Yuan Shu, drang Sun Ce in die Region Yang ein, um seinen Verwandten, Wu Jing und Sun Ben, die von Liu Yao angegriffen wurden, beizustehen. Als Sun Ce im Begriff war, den Jangtsekiang zu überqueren, um seinen Feldzug in Jiangdong zu beginnen, sandte er einen Brief an Zhou Yu, unter Angabe seiner Ambitionen. Als Reaktion darauf mobilisierte Zhou Yu alle seine Truppen und führte sie nach Liyang, um mit Sun Ce aufzuholen. Bei seiner Ankunft rief Sun Ce, dass mit Zhou Yu Größe erreicht werden kann.

## Dienst unter Sun Ce
Zhou Yu beteiligte sich in der ersten Hälfte von Sun Ces Feldzug an der Vereinigung der Provinz Yang. Um dies zu erreichen, mussten die ansässigen Kriegsherren besiegt werden. Durch ihn wurden die beiden Städte Hengjiang und Dangli (in der heutigen Provinz Anhui) eingenommen. Danach folgte Zhou Yu Sun Ce um den Jangtsekiang zu überqueren und nahm dort Huji (heute Husu, Provinz Jiangsu), Jiangchen (nahe dem heutigen Nanjing) und Qu'e (heute Situ) ein. Als Sun Ces stärkster Widersacher, der Inspektor der Provinz Yang, Liu Yao aus Mogling (nahe dem heutigen Nanjing) floh, hatten sich schon mehrere örtliche Bauer seinen Truppen angeschlossen und diese zählten somit einige zehntausend Mann. Mit seiner neuen Truppenstärke konnte Sun Ce seine Ziele erreichen und bat Zhou Yu nach Dangyang zurückzugehen, um es zu verteidigen. Bald schon war Yuan Shus Ambition, durch die jüngsten Siege Sun Ces über seine langjährigen Rivalen, soweit gewachsen, dass er sich wünschte, sich selbst zum Kaiser zu erklären. Unter der Berufung seiner Loyalität zum Kaiser der Han, Xian, sandte Sun Ce Yuan Shu einen Brief und versuchte ihn von diesem Vorhaben abzubringen, was allerdings nur auf taube Ohren stieß.